# Melody Diachun
Melody Diachun (Montréal, 1968. december 30. –) kanadai énekesnő, ütős, dalszerző.

## Pályafutása
„Apám, Bill, énekelt és zongorázott. Hétévesen vele énekeltem az első koncertemen. Szerencsém volt, hogy keresztapám, Don Hahn az A&M és az A&R Records hangmérnöke volt. Küldött nekünk bakelitlemezeket a Thad Jones/Mel Lewis Orchestra-tól és Chick Coreatól Karen Carpenterig mindent. Nem válogattam el a műfajok között; ez mind érdekelt, és még mindig érdekel.”
Melody hatéves korától zongorázni tanult, tizenötéves korától rendszeresen koncertezett, a középiskolai zenekarban pedig basszusgitáron és kürtön is játszott.
A montreali McGill Egyetemet klasszikus kürt szakon kezdte (mivel ebben az iskolában nem volt vokális dzsessz szak). De lehetősége volt combokkal énekelni, és végül ő lett az első énekes, akit felvettek a McGill's Jazz Performance programjába. A diploma megszerzése után ösztöndíjat kapott a Canada Council for the Artstól, hogy magántanulmányokat végezzen Sheila Jordannél New Yorkban.
Brooklynban élve komoly tapasztalatokra tett szert jam session-ökben és klubokban. Miután elhagyta New Yorkot, három évig dolgozott az albertai Banffban, ahol hetente hét este énekelt.
2000-ben Vancouverbe költözött. 2012 óta a Nelson BC Selkirk College zenekarának tagja, a kórusvezetője. Éneklést, dalszerzést, business of musicot és együtteseket tanít.
Hangjának lendülete, tisztasága és vonzereje... a fanyar humor és a kecsesség keveréke.

## Albumok
- 2002: Lullaby of the Leaves
- 2006: Dreams and Places
- 2008: EQ (CD, Album)
- 2018: Get back to the groove (CD, EP)

## Díjak
- Top 20: „Get Back to the Groove”, 2018. július/augusztus (National Jazz Chart)
- Top 10: A „Get Back to the Groove” a 9. hely (National Jazz Chart)
- jelölés: Kootenay Music Awards: „Az év előadója”, 2018 és 2019; „legjobb blues dal”, 2018; „Legjobb R&B dal”, „legjobb popdal”, 2019
- jelölés: Canadian National Jazz Awards „Az év női énekese”, 2009
- Nyertes: Nyugat-Kanadai Music Awards „Az év kiemelkedő jazzfelvétele”, Altered Laws „Metaphora”, 2008
- jelölés: Juno-díj: „Az év kortárs jazzalbuma”, Altered Laws „Metaphora”, 2008